# Gilles (Eure-et-Loir)
Pour les articles homonymes, voir Gilles.
Gilles est une commune française située dans le département d'Eure-et-Loir, en région Centre-Val de Loire. Elle appartient au canton d'Anet.
Le village a conservé son aspect rural en préservant les lavoirs, l'église, et les sept moulins à eau qui s'y situent.

## Géographie

### Situation

Situation géographique
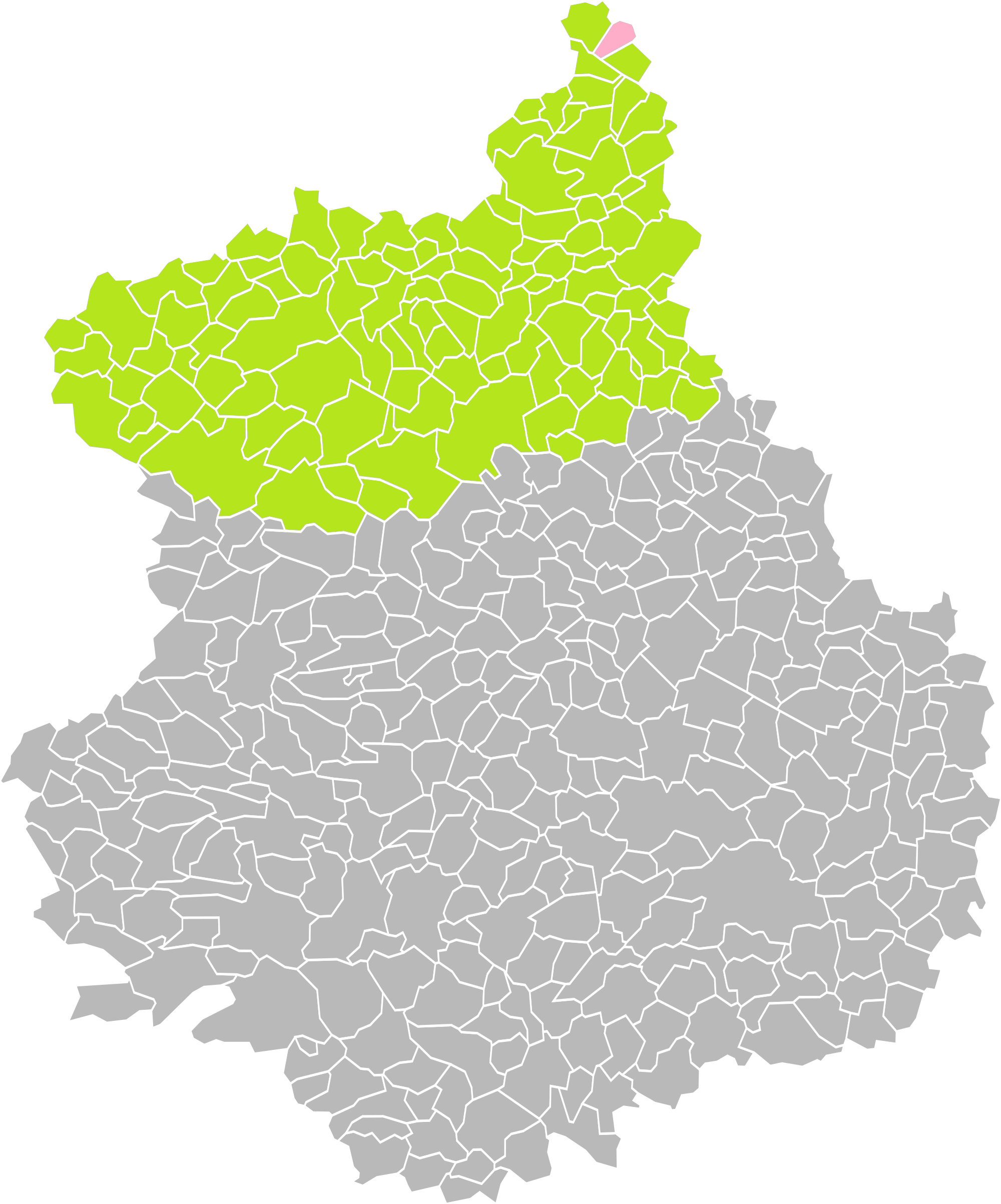
Gilles dans son arrondissement.
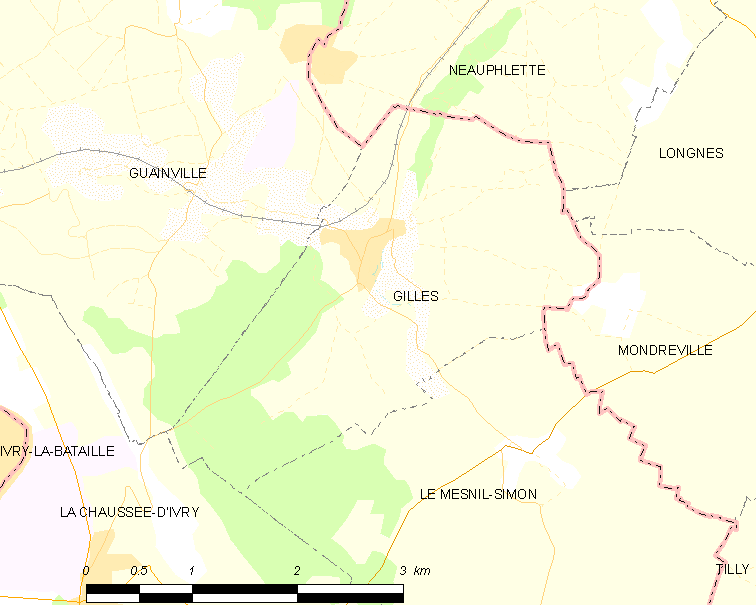
Carte de la commune de Gilles.

### Communes, département et région limitrophes
Gilles se situe dans le département d'Eure-et-Loir appartenant à la région Centre-Val de Loire, en limite du département des Yvelines qui fait partie de la région Île-de-France.
Elle fait partie de la région naturelle et agricole du Drouais.
La commune est limitrophe des communes de La Chaussée-d'Ivry, Guainville et Le Mesnil-Simon en Eure-et-Loir, ainsi que de Neauphlette, Mondreville et Longnes dans les Yvelines.
| Guainville         | Neauphlette (Yvelines) | Longnes (Yvelines)     |
| Guainville         | Gilles                 | Mondreville (Yvelines) |
| La Chaussée-d'Ivry | Le Mesnil-Simon        | Le Mesnil-Simon        |

### Climat
Pour des articles plus généraux, voir Climat du Centre-Val de Loire et Climat d'Eure-et-Loir.
En 2010, le climat de la commune est de type climat océanique dégradé des plaines du Centre et du Nord, selon une étude du CNRS s'appuyant sur une série de données couvrant la période 1971-2000. En 2020, Météo-France publie une typologie des climats de la France métropolitaine dans laquelle la commune est exposée à un climat océanique et est dans la région climatique  Sud-ouest du bassin Parisien, caractérisée par une faible pluviométrie, notamment au printemps (120 à 150 mm) et un hiver froid (3,5 °C). 
Pour la période 1971-2000, la température annuelle moyenne est de 10,5 °C, avec une amplitude thermique annuelle de 14,5 °C. Le cumul annuel moyen de précipitations est de 658 mm, avec 10,9 jours de précipitations en janvier et 8,2 jours en juillet. Pour la période 1991-2020, la température moyenne annuelle observée sur la station météorologique de Météo-France la plus proche, « Bû_sapc », sur la commune de Bû à 13 km à vol d'oiseau, est de 11,4 °C et le cumul annuel moyen de précipitations est de 633,2 mm,. Pour l'avenir, les paramètres climatiques de la commune estimés pour 2050 selon différents scénarios d'émission de gaz à effet de serre sont consultables sur un site dédié publié par Météo-France en novembre 2022.

## Urbanisme

### Typologie
Au 1er janvier 2024, Gilles est catégorisée commune rurale à habitat dispersé, selon la nouvelle grille communale de densité à 7 niveaux définie par l'Insee en 2022.
Elle est située hors unité urbaine. Par ailleurs la commune fait partie de l'aire d'attraction de Paris, dont elle est une commune de la couronne,. 

### Occupation des sols
L'occupation des sols de la commune, telle qu'elle ressort de la base de données européenne d’occupation biophysique des sols Corine Land Cover (CLC), est marquée par l'importance des territoires agricoles (74,3 % en 2018), une proportion sensiblement équivalente à celle de 1990 (73,8 %). La répartition détaillée en 2018 est la suivante : 
terres arables (62,2 %), forêts (22,3 %), zones agricoles hétérogènes (12,1 %), zones urbanisées (3,4 %). L'évolution de l’occupation des sols de la commune et de ses infrastructures peut être observée sur les différentes représentations cartographiques du territoire : la carte de Cassini (XVIIIe siècle), la carte d'état-major (1820-1866) et les cartes ou photos aériennes de l'IGN pour la période actuelle (1950 à aujourd'hui).

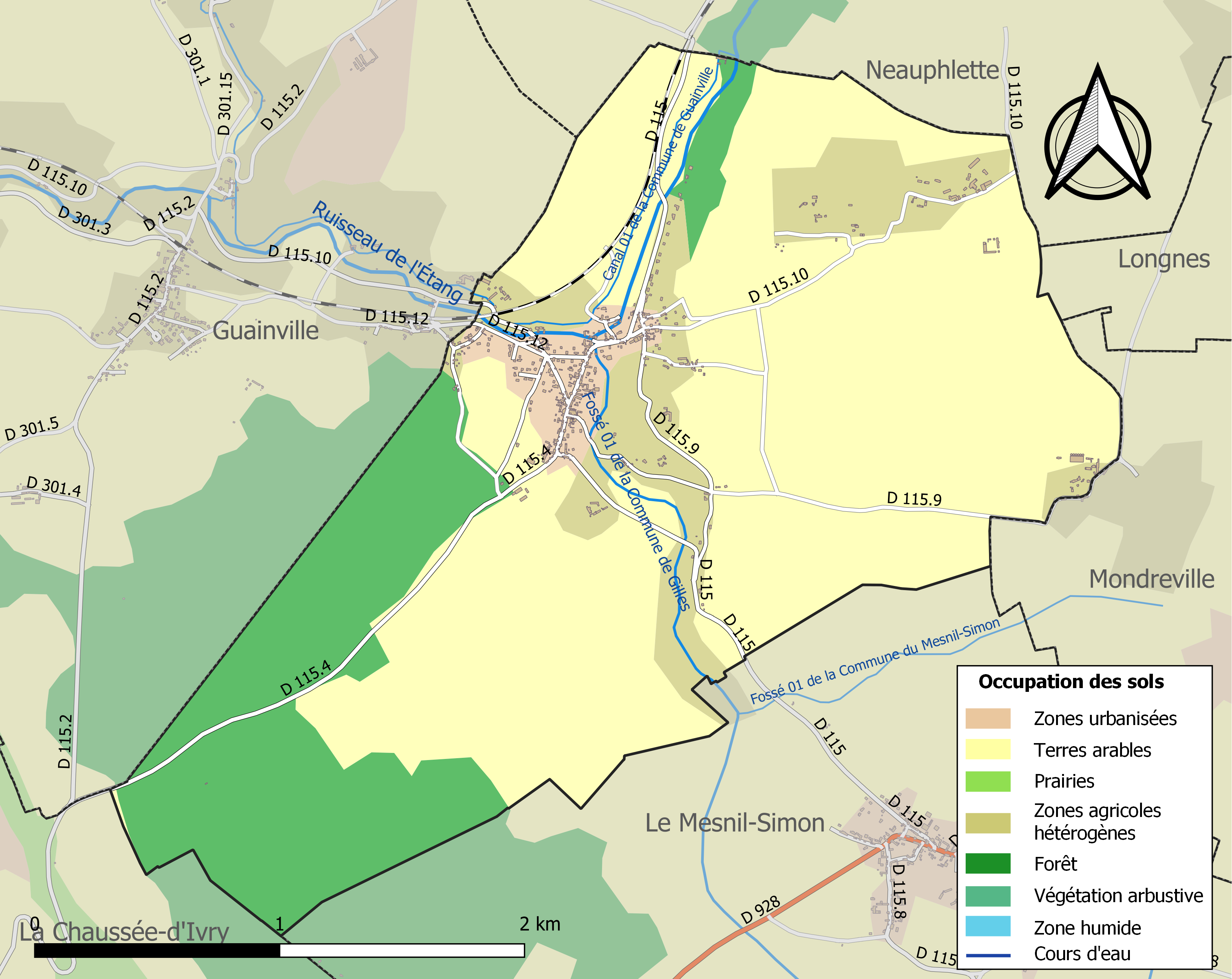
Carte des infrastructures et de l'occupation des sols de la commune en 2018 (CLC).

### Risques majeurs
Le territoire de la commune de Gilles est vulnérable à différents aléas naturels : météorologiques (tempête, orage, neige, grand froid, canicule ou sécheresse), inondationset séisme (sismicité très faible). Il est également exposé à un risque technologique, le transport de matières dangereuses. Un site publié par le BRGM permet d'évaluer simplement et rapidement les risques d'un bien localisé soit par son adresse soit par le numéro de sa parcelle.

#### Risques naturels
Certaines parties du territoire communal sont susceptibles d’être affectées par le risque d’inondation par débordement de cours d'eau, notamment le ruisseau de l'Étang. La commune a été reconnue en état de catastrophe naturelle au titre des dommages causés par les inondations et coulées de boue survenues en 1999,.

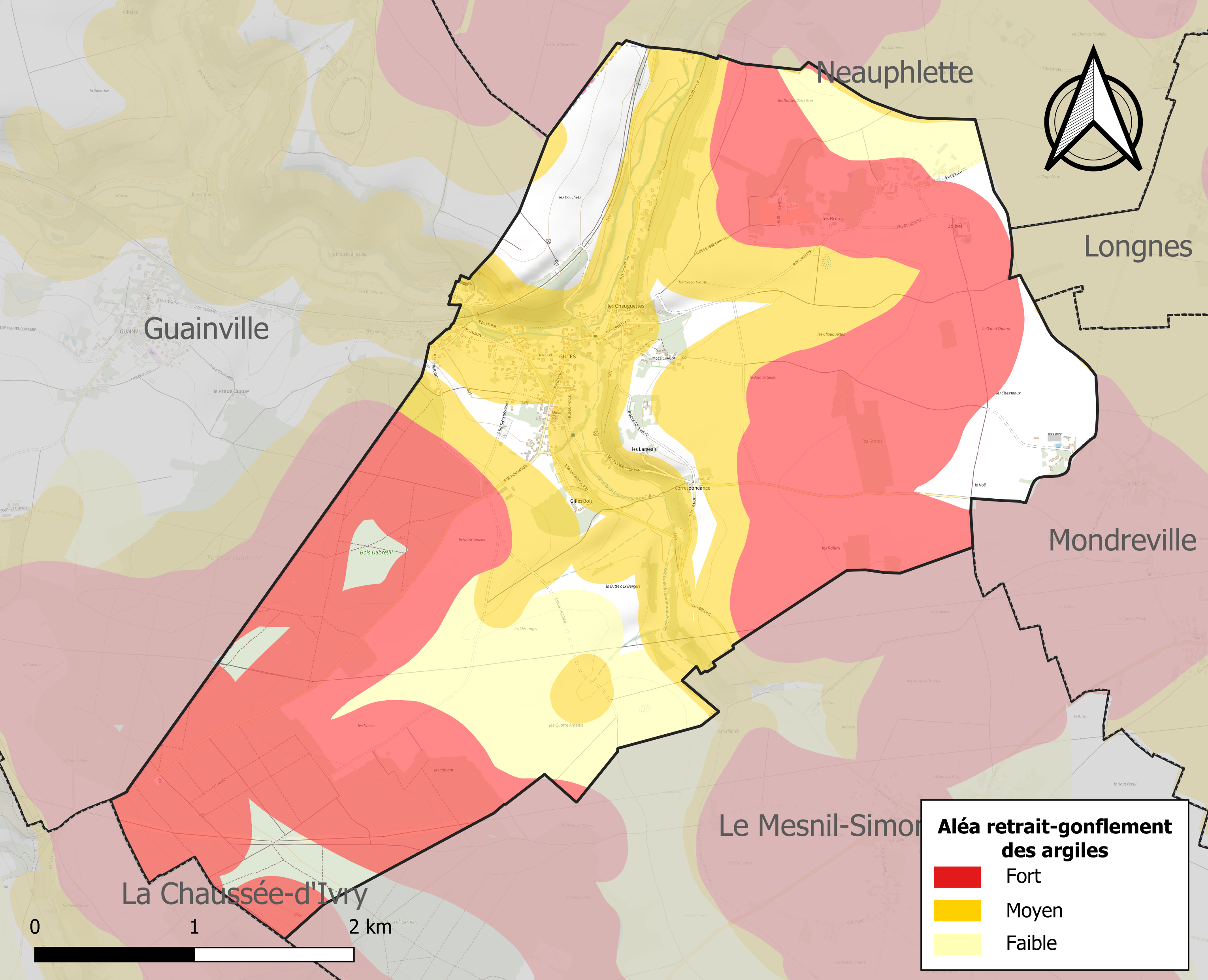
Carte des zones d'aléa retrait-gonflement des sols argileux de Gilles.

Le retrait-gonflement des sols argileux est susceptible d'engendrer des dommages importants aux bâtiments en cas d’alternance de périodes de sécheresse et de pluie. 75 % de la superficie communale est en aléa moyen ou fort (52,8 % au niveau départemental et 48,5 % au niveau national). Sur les 234 bâtiments dénombrés sur la commune en 2019, 194 sont en aléa moyen ou fort, soit 83 %, à comparer aux 70 % au niveau départemental et 54 % au niveau national. Une cartographie de l'exposition du territoire national au retrait gonflement des sols argileux est disponible sur le site du BRGM,.
Concernant les mouvements de terrains, la commune a été reconnue en état de catastrophe naturelle au titre des dommages causés par des mouvements de terrain en 1999.

#### Risques technologiques
Le risque de transport de matières dangereuses sur la commune est lié à sa traversée par des infrastructures routières ou ferroviaires importantes ou la présence d'une canalisation de transport d'hydrocarbures. Un accident se produisant sur de telles infrastructures est en effet susceptible d’avoir des effets graves au bâti ou aux personnes jusqu’à 350 m, selon la nature du matériau transporté. Des dispositions d’urbanisme peuvent être préconisées en conséquence.

## Toponymie
Le nom de la localité est attesté sous la forme Gella au Xe siècle, Gila vers 1270.
L'étymologie de ces appellations reste incertaine.

## Histoire

### Antiquité et Moyen-Âge
À l'époque des Mérovingiens, Gilles appartient au domaine royal. Vers l’an 700, le roi cède Gilles, ainsi que les moulins de l’Étang et de La Boissière, à l’abbaye bénédictine de Saint-Germain-des-Prés,.
Au retour de la prise de Jérusalem en 1099, à laquelle des seigneurs du voisinage de Gilles ont pris part (dont celui d'Ivry), des Templiers s’installent dans la maison dite « à Guillaume ». L'odonyme Côte des templiers est sans doute le souvenir de cet épisode.
Vers l’an 1100, quatre seigneuries se partagent alors Gilles : Vitré, La Boissière, Les Mazis et Jolivet. Leurs seigneurs s'opposent parfois en conflit armé.

### Renaissance
En 1400, la famille de Crèvecoeur s’était installé à Gilles. Près de deux siècles plus tard, en 1590, elle y entreprend la construction de l'actuel château de Vitray pour en faire sa résidence ; les travaux dureront seize ans. Cette famille y vivra jusqu’à la fin du XVIIIe siècle.

## Politique et administration

### Liste des maires
| Période                                  | Période  | Identité                       | Étiquette | Qualité      |
| ---------------------------------------- | -------- | ------------------------------ | --------- | ------------ |
| Les données manquantes sont à compléter. |          |                                |           |              |
| 1945                                     | 1959     | Léon Brunot                    |           |              |
| 1959                                     | 1983     | André Hervé                    |           |              |
| 1983                                     | 1984     | Guy de Ferrières de Sauveboeuf |           |              |
| 1984                                     | 2001     | Paul Didelot                   |           |              |
| 2001                                     | 2008     | Paul Boquet                    |           |              |
| 2008                                     | 2011     | Jacques Dufrane                |           |              |
| 2011                                     | En cours | Michel Malhappe,               |           | Ancien cadre |

## Population et société

### Démographie
L'évolution du nombre d'habitants est connue à travers les recensements de la population effectués dans la commune depuis 1793. Pour les communes de moins de 10 000 habitants, une enquête de recensement portant sur toute la population est réalisée tous les cinq ans, les populations de référence des années intermédiaires étant quant à elles estimées par interpolation ou extrapolation. Pour la commune, le premier recensement exhaustif entrant dans le cadre du nouveau dispositif a été réalisé en 2005.

En 2022, la commune comptait 503 habitants, en évolution de −4,37 % par rapport à 2016 (Eure-et-Loir : −0,23 %, France hors Mayotte : +2,11 %).
| 1793 | 1800 | 1806 | 1821 | 1831 | 1836 | 1841 | 1846 | 1851 |
| ---- | ---- | ---- | ---- | ---- | ---- | ---- | ---- | ---- |
| 403  | 454  | 485  | 418  | 434  | 415  | 424  | 400  | 400  |

| 1856 | 1861 | 1866 | 1872 | 1876 | 1881 | 1886 | 1891 | 1896 |
| ---- | ---- | ---- | ---- | ---- | ---- | ---- | ---- | ---- |
| 381  | 378  | 335  | 313  | 322  | 301  | 315  | 307  | 283  |

| 1901 | 1906 | 1911 | 1921 | 1926 | 1931 | 1936 | 1946 | 1954 |
| ---- | ---- | ---- | ---- | ---- | ---- | ---- | ---- | ---- |
| 281  | 273  | 359  | 269  | 259  | 250  | 233  | 232  | 202  |

| 1962 | 1968 | 1975 | 1982 | 1990 | 1999 | 2005 | 2006 | 2010 |
| ---- | ---- | ---- | ---- | ---- | ---- | ---- | ---- | ---- |
| 227  | 256  | 307  | 319  | 445  | 540  | 567  | 569  | 564  |

| 2015 | 2020 | 2022 | - | - | - | - | - | - |
| ---- | ---- | ---- | - | - | - | - | - | - |
| 535  | 491  | 503  | - | - | - | - | - | - |

### Manifestations culturelles et festivités
En septembre 2019, près de 80 personnes participent aux Foulées gilloises, une course à pied de 12,6 km dans les environs de Gilles.

## Culture locale et patrimoine

### Lieux et monuments
- L'église Saint-Aignan : datant du XIIe siècle, elle est construite en pierre d'Oulins avec des contreforts en grès. De nombreux remaniements ont lieu jusqu'au XVe siècle[26] ;
- Le château de Vitray ;
- Le viaduc de la ligne de Mantes-la-Jolie à Cherbourg ;
- Les trois lavoirs et les deux moulins à eau[26].

Lieux et monuments de Gilles
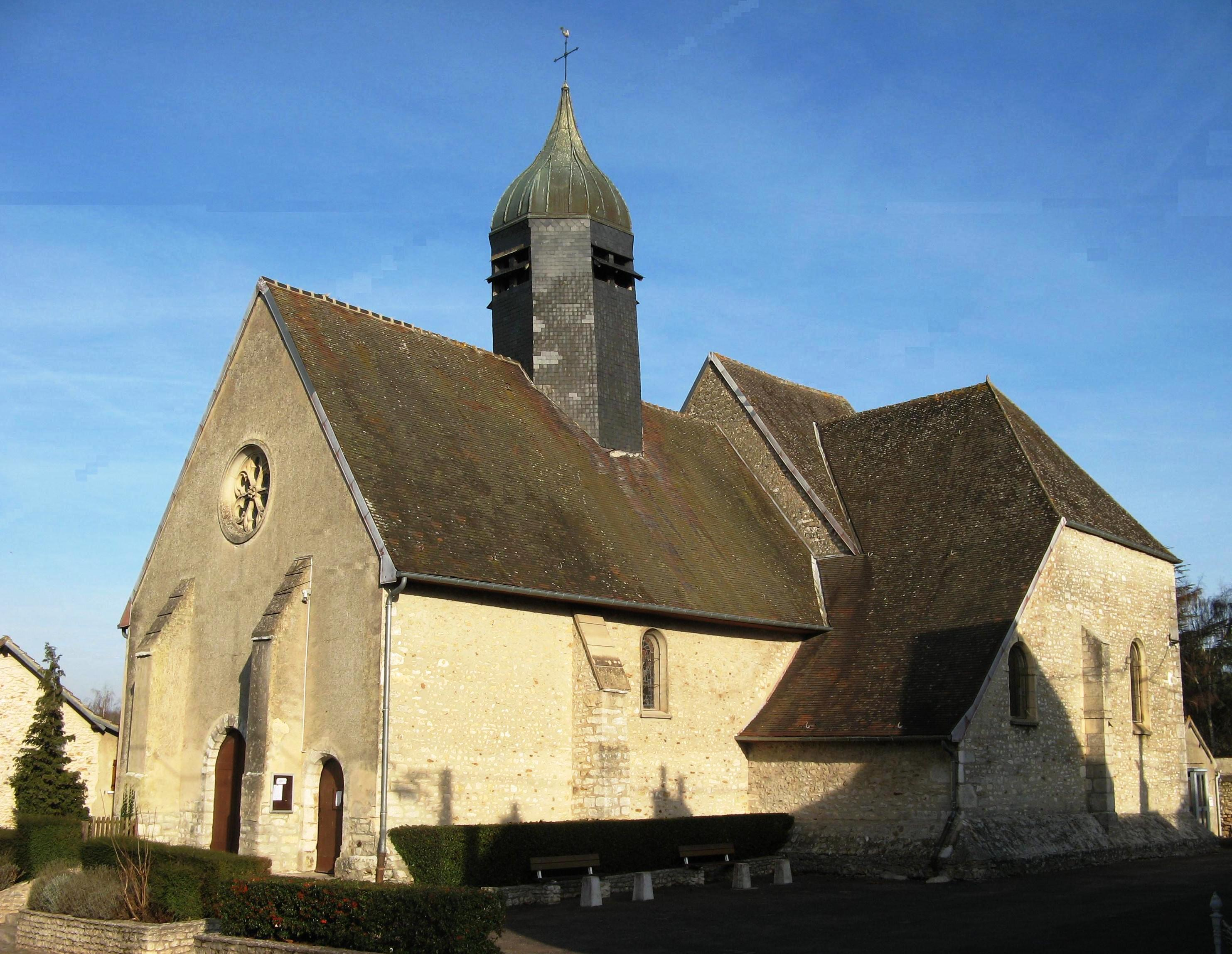
Église Saint-Aignan
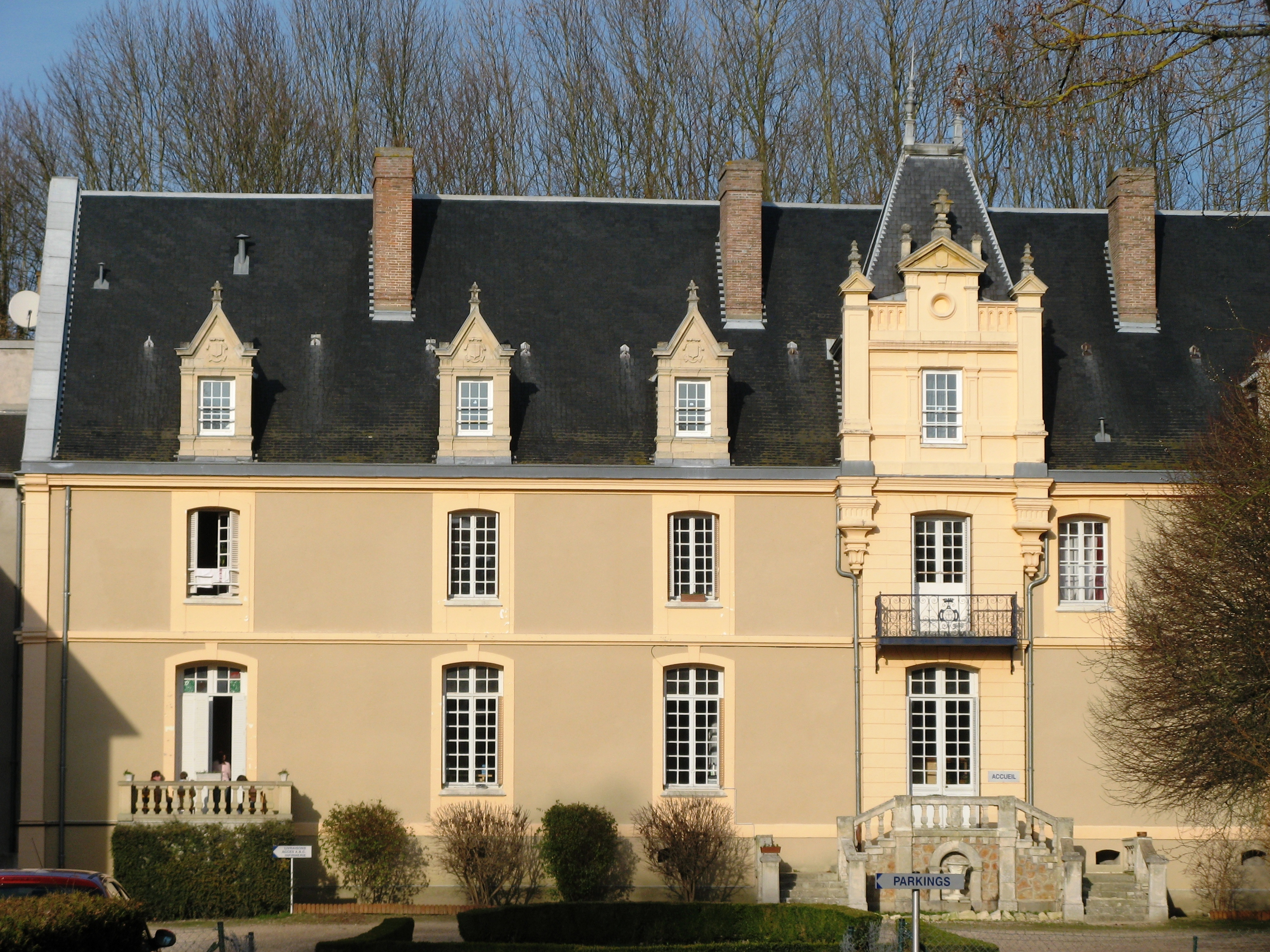
Château de Vitray
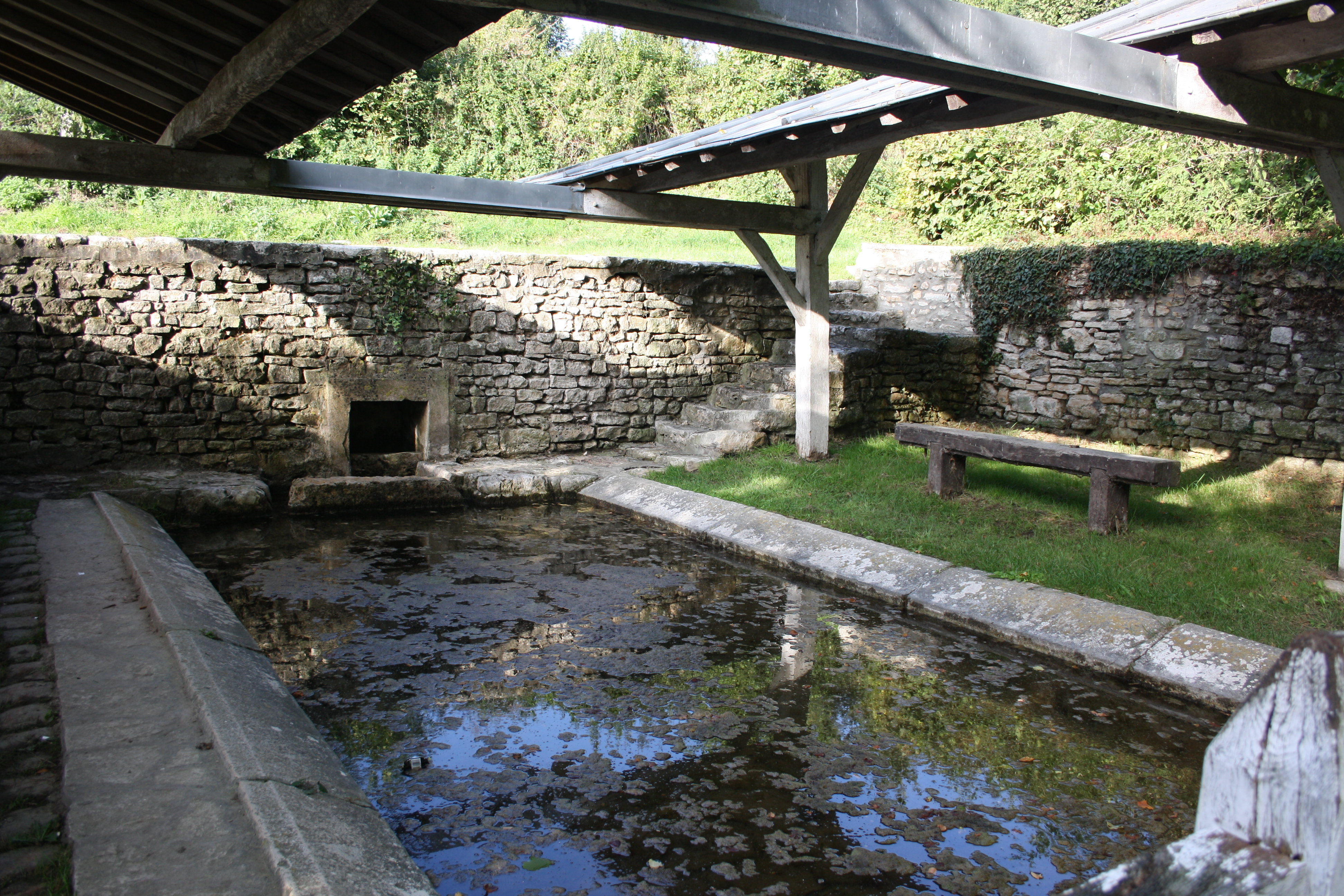
Lavoir

### Personnalité liée à la commune
- Joseph de Ferrières de Sauvebœuf (1918-1944), officier de la Légion étrangère française et compagnon de la Libération y est enterré.

### Héraldique
|  | Les armes de la commune se blasonnent ainsi : d’argent à la croix enhendée d’azur percée, en cœur, d’un carreau en losange du champ, au chef de sinople chargé d’un épi d’orge d’or. |